# Cortodera humeralis
Cortodera humeralis es una especie de escarabajo de cuernos largos en la subfamilia Lepturinae. Se distribuye por el paleártico de Europa y oeste de Asia.
Miden unos 6-12 mm. Son primaverales y florícolas.